# Bogdashan
Bogdashan is een bergketen in de Chinese autonome regio Xinjiang, ten oosten van de Tian Shan.
De hoogste top, ook bekend als de Bogda Feng, is 5445 meter hoog; vergelijkbaar met bijvoorbeeld de Kilimanjaro. De oasestad Turpan ligt aan de zuidelijke flank van de keten.
De beklimming van de berg wordt door bergbeklimmers doorgaans als moeilijk betiteld. Pas in 1981 werd de top voor het eerst bereikt, door een Japanse groep klimmers. De zijden van de berg kennen een helling van zo'n 70° tot 80°.